# Миасский завод
Миасский медеплави́льный заво́д (1777—1829) — небольшой металлургический завод на Южном Урале давший начало городу Миасс. Располагался на северо-востоке Миасского пруда, там, где в XX веке разместился Миасский напилочный (инструментальный) завод.
С 1811 года входил в состав округа Златоустовских заводов.

## История
По определению Берг-коллегии Российской империи завод был основан 18 (29) сентября 1773 года, а первую медь начал производить 12 (23) августа 1777 года.
Миасский завод был построен тульским купцом Л. И. Лугининым на реке Миасс. Земля под строительство была выкуплена у башкир Троицкого уезда Оренбургской губернии.
Строительство заводских корпусов началось в 1773 году до получения разрешения властей. Запуск завода в эксплуатацию состоялся 12 августа 1777 года. Другой указ Берг-коллегии о заводе был подписан только 20 ноября 1777 года.
В 1777—1780 годах завод произвёл 12,9 тыс. пудов меди, в 1781—1790 годах — 40,2 тыс. пудов. В 1779 году на заводе действовали 6 медеплавильных печей. С 1787 года заводовладельцами стали племянники Л. И. Лугинина — Иван и Николай Максимовичи Лугинины.
По состоянию на 1797 год в составе завода функционировали 2 медеплавильные фабрики с 8 печами, шплейзофенная фабрика с 4 печами, 1 молот для расковки меди. Рудой завод снабжался с 6 действующих рудников. Рабочая сила на заводе была представлена крепостными крестьянами заводовладельцев.
В период 1790—1798 годов из-за нестабильной работы устаревшего оборудования объёмы выплавки меди снизились, завод произвёл 30,1 тыс. пудов меди. В 1798 году И. М. Лугинин продал предприятие казне. Предприятие управлялось Ассигнационным банком. С 1799 по 1800 год выплавка меди была прекращена.
К концу XVIII век заводская дача имела площадь более 122 тыс. десятин.

### XIX век
В 1801 году работа завода была восстановлена, за этот год было произведено 4,5 тыс. пудов меди. По данным 1809 года, заводская плотина имела длину в основании 117,2 м, по поверхности 191,7 м, ширину в основании − 25,6 м, по поверхности — около 23,4 м, высоту — 9,6 м. На заводе действовали 6 медеплавильных печей, 3 из которых не действовали. Завод снабжался рудой с Гавриловского, Кирябинского, Ключевского, Покровского и Чистогорского рудников, который были удалены на 7—69 вёрст от завода. В качестве флюса использовался известковый песок, который добывали в 9—20 верстах от завода. При этом из 100 пудов руды выплавлялось от 1,5 до 7 пудов меди. Лесная дача завода входила в общую дачу Златоустовских заводов, уголь заготавливали на расстояниях от 5 до 18 вёрст от завода.
На заводе действовал молот для ковки железных припасов и кричный горн, перестроенный из гармахерского горна, и 4 гармахерских горна для перечистки медноватого чугуна и чугуноватой меди. Полученная черновая медь переплавлялась в гаркупфере для получения чистой меди. Также на заводе функционировали 2 печи для обжига купферштейна, пильная и мукомольная мельницы, кузница на 4 горна, а также мусорная фабрика, которую обслуживали малолетние рабочие.
Застройка центра посёлка Миасского завода в первой половине XIX века отличалась изысканностью архитектурного ансамбля. Была устроена небольшая прямоугольная площадь, являвшаяся частью широкого главного проспекта посёлка. Длинный корпус медеплавильного цеха ограничивал южную сторону площади, частично раскрытую на пруд.
В 1801—1810 годах завод произвёл 45,4 тыс. пудов меди, в 1811—1820 годах из-за истощения рудников и отсутствия казённых заказов объёмы снизились до 13,3 тыс. пудов. В 1803 году старая земляная плотина заводского пруда была перестроена в каменную. В 1816 году завод был переоборудован для производства листового железа, были установлены плющильная печь и 4 кричных горна.
В 1821—1828 годах было выплавлено только 4,8 тыс. пудов. Из-за нерентабельности производства меди в 1829 году завод был окончательно остановлен.
За 52 года работы Миасский завод выплавил суммарно 2516,8 т меди.
С 1823 года на территории Миасского завода начали разрабатываться залежи россыпного золота. За первые 1,5 года добычи было получено 15 пудов 9 фунтов золота.